# Serigne Gueye Diop
Serigne Gueye Diop, né le 23 juillet 1959 à Faylar, dans le département de Mbour est un homme politique et acteur du développement sénégalais.
Il est maire de la commune de Sandiara de 2014 à 2024 puis ministre de l'Industrie et du Commerce.
Ingénieur agronome et chercheur de formation, Il est docteur ès sciences en biochimie et sciences et technologie alimentaire et auteur de brevets d’inventions dans le domaine agro-alimentaire déposés dans une cinquantaine de pays dans le monde,,.
De 2009 à 2015, il occupe le poste de directeur général du centre de recherche et développement Afrique et Moyen Orient de Nestlé. Maire de la commune Sandiara depuis 2014, il y mène depuis 2002 une politique de transformation socioéconomique qui lui vaut diverses distinctions .
Appelé par le Président du Sénégal en 2012, il est nommé ministre-conseiller  pour l’agriculture et la formation professionnelle. Il participe à des projets tels que la conception du volet destiné à la formation professionnelle du PSE et la venue du bateau hôpital Mercyship .
En 2020, il devient membre du comité exécutif de l’Organisation mondiale des zones économiques spéciales, institution dont le siège est à Dubaï (Émirats arabes unis), et qui rassemble 2.260 zones économiques  dans le monde pour 70 millions d’emplois créés.
Elle a été mise sur pied en 2014 par 14 membres fondateurs sous les auspices de Mohammed ben Rachid Al Maktoum, vice-président et Premier ministre des Émirats arabes unis, par ailleurs souverain de Dubaï.
En août 2023, il annonce officiellement sa candidature à l'élection présidentielle du Sénégal .
En 2024, il est nommé ministre de l'Industrie et du Commerce du gouvernement Sonko formé après l'élection du président Bassirou Diomaye Faye. Il démissionne alors de son poste de maire de la commune de Sandiara à la demande du Premier ministre, Ousmane Sonko qui interdit tout cumul de postes nominatives ou électives pour les membres de son gouvernement.

## Biographie

### Enfance et études secondaires
Serigne Gueye Diop grandit à Sandiara. Né d’une mère ménagère et d'un père cultivateur, il est élevé par sa grand-mère et son oncle maternel. Son père décède lorsqu'il a 6 ans.
Il commence son éducation à l'école coranique de Faylar puis à l'école catholique de Sandiara. En classe de CM1, son instituteur prend l'initiative de l'inscrire au concours d’entrée en 6e. Il est reçu et admis en cycle secondaire et poursuit sa scolarité à Mbour.
En 1980, il obtient le Bac scientifique au lycée Gaston Berger de Kaolack.

## Études supérieures et formation académique
De 1980 à 2014, Serigne Gueye Diop poursuit des études supérieures dans 7 universités. Il effectue un premier cycle entre le Sénégal et la France de 1980 à 1990, dont une partie en double cursus puis de 2005 à 2014 un cycle doctoral et une certification en Management. Il obtient en tout 8 diplômes dans les domaines agronomique, agro-alimentaire et agro industriel, marketing, biochimie, leadership et management.

### Parcours universitaire
2005-2010: Doctorat ès Science: Biochimie et Sciences et Technologie alimentaire. École nationale supérieure agronomique de Montpellier  (Ensa-M). France.
2012-2014: Diplôme «Exécutive Certificate of Leadership and Management» Massachusetts Institute of Technology (MIT) à Boston, Massachusetts. États-Unis.

## Carrière dans l'agronomie
Après l'obtention de son diplôme à l’école des Cadres Ruraux de Bambey, Serigne Gueye Diop est employé au ministère de l’Agriculture du Sénégal comme inspecteur. Il quitte ce poste pour poursuivre son cycle universitaire en France à l’École nationale supérieure des industries agricoles et alimentaires. En1991, il obtient son diplôme et signe son premier contrat d’ingénieur commercial à Londres, chez la société agro-alimentaire Bell. Il est ensuite repéré par Nestlé qui l’embauche en  mai 1992. Serigne Gueye Diop est affecté à Quito en Équateur pour son premier poste d’ingénieur agro-alimentaire et y reste jusqu’en 1994.
La même année, il est affecté à Abidjan où il occupe le poste de chef de département agronomie et de chercheur en agronomie et en agro-alimentaire spécialisé dans le café et le cacao. En 2001, il est affecté en Afrique du Sud comme chef d’usine. Il y reste 5 ans avant d’être appelé à Orbes en Suisse en 2005 à titre d’expert en céréales. En 2007, il est affecté à Accra et nommé Directeur Régional de Nestlé. Il y reste 1an avant de retourner à Abidjan en 2008. Au centre de Yopougon, il occupe simultanément les postes de directeur d’usine et de directeur de centre de recherche. En 2009, il est nommé Directeur Général Recherche et Développement Afrique. Au long de sa carrière il développe des brevets d’inventions dans les domaines agroalimentaires et agro industriels.
Il est nommé directeur général du Centre de Recherche et Développement Afrique de Nestlé en 2009 et occupe jusqu’en 2015, année durant laquelle il démissionne et rentre au Sénégal.

## Retour au Sénégal et œuvre philanthropique

### Le lycée Fantôme de Sandiara
En 2000, parallèlement à sa carrière d'ingénieur, Serigne Gueye Diop commence une œuvre philanthropique dans la commune de Sandiara dont il est originaire. Il entreprend la construction du CEM (Cours Élémentaire Moyen) de Sandiara.

#### Genèse du C.E.M. et construction des premières salles de classe (2000 - 2007)
En 2000, la communauté rurale ne dispose pas de collège ni de lycée. Après le cycle primaire et l'entrée en sixième, les élèves des 22 villages doivent poursuivre leurs études hors de la commune.
Dans le documentaire intitulé « Le Lycée Fantôme de Sandiara » Serigne Gueye Diop explique que ce détachement prématuré de la sphère familiale n’est pas favorable à la réussite scolaire. Selon lui, les élèves de la communauté rurale doivent avoir accès à un cycle moyen et secondaire de proximité afin de limiter les risques de déperdition scolaire. Serigne Gueye Diop parvient à mobiliser les habitants autour du projet. En 2000, Il soumet le projet de CEM à l'Inspection Départementale de l'Éducation de Mbour. L'inspecteur rejette le projet et qualifie le C.E.M. de Sandiara de "Lycée Fantôme". En 2000, avec l'appui des villageois, Serigne Gueye Diop commence la construction de 2 classes de sixième. De 2003 à 2005, la construction de salles de classes supplémentaires se poursuit sur un modèle inclusif et participatif avec le soutien financier et techniques des habitants et parents d'élèves de la commune. Pendant 3 ans, Serigne Gueye Diop dirige la construction de nouvelles salles de classes pendant ses périodes de congés.
En 2006, il est affecté en Suisse et présente le projet à ses connaissances du monde de la philanthropie qui s'engagent à soutenir la construction du lycée. Leur financement permet la construction de 3 salles de classes supplémentaires chaque année sur une période de 3 ans. En 2007, le CEM est dotée d'une dizaine de salles de classe de la 6e à la 3e.

#### Construction du Lycée et officialisation (2007 - 2012)
Une fois le collège achevé, Serigne Gueye Diop entreprend la construction d'un lycée. Il parvient à engager des partenaires internationaux, des fondations et mécènes et mène à bien la construction du lycée.
En 2012, le lycée de Sandiara compte 2500 élèves et 38 salles contre 37 élèves et 2 salles de classe en 2002 et dispose d'ordinateurs et d'équipements modernes. Chaque année, les meilleurs élèves y sont félicités lors de cérémonies de remise de prix.
Le 27 novembre 2012, le lycée est officialisé par le président Macky Sall. Lors d'une cérémonie officielle, les clés de l'établissement sont remises symboliquement à l'État du Sénégal.
Le même jour, le président Macky Sall s'engage à construire à Sandiara un lycée technique et pose la première pierre de l'établissement. En 2022, 10 ans après la pose de la première pierre, le projet sous l'autorité du ministère de l'éducation et de la formation professionnelle du Sénégal reste à l'état de chantier malgré les rappels de Serigne Gueye Diop qui condamne la situation .
En 2023, le lycée technique de Sandiara n'est toujours pas construit.

## Carrière politique et marketing territorial

### Ministre-conseiller
Serigne Gueye Diop est appelé par le Président Macky Sall et nommé ministre - conseiller en 2012. Il  conseille le Président sur les questions liées au secteur agricole et industriel et participe à des projets tels que la conception du volet du PSE destiné à la formation professionnelle. Il contribue à la venue du bateau hôpital Mercyship  et à la conception du P45, un programme économique, agricole et industriel consistant à installer des agropoles et zones industrielles dans chaque département du Sénégal.
Cette position de ministre - conseiller sans portefeuille le limite au rôle de conseiller et ne lui permet pas d'exécuter ses propositions à l'échelle nationale. Tout en apportant son expertise au gouvernement sur les questions agricoles et industrielles, Serigne Gueye Diop poursuit son action dans sa commune et continue à y mener à bien ses projets de développement.
En août 2023, il démissionne du cabinet et annonce sa candidature pour l'élection présidentielle de 2024 .

### Maire de Sandiara et conseiller départemental
Serigne Gueye Diop est élu de Maire de Sandiara et conseiller départemental en juin 2014. Il est réélu maire consécutivement entre 2016 et en 2022 et conseiller départemental en 2022 .
En 2015, il démissionne de son poste de Directeur Général Afrique chez Nestlé et se rapatrie au Sénégal pour poursuivre son engagement pour l'essor de sa localité. L'Acte 3 de la décentralisation, impliquant la réforme des collectivités territoriales entamée en 2014 au Sénégal lui permet de mener à bien les projets entrepreneuriaux et de prendre ses initiatives pour le développement de sa commune.
Il y mène une politique de création de richesse basée sur la construction d’infrastructures et sur l’accueil d’investissements et d’entreprises grâce au marketing territorial.
Cette politique surnommée "Plan Sandiara Émergent" est associée au "Plan Sénégal Émergent" dont elle diverge cependant en faisant de l'axe relatif au capital humain, dont l'éducation et la santé, le premier axe .
Tout au long de ses mandats de maire, Serigne Gueye Diop poursuit cette politique de soutien au secteur de l'éducation. Depuis 2020, La mairie de Sandiara offre également l'équivalent de 6 millions de fcfa aux écoles et lycées des 22 villages pour l'achat de fournitures pour les élèves.En 2021, la mairie de Sandiara alloue un budget de 10 millions de fcfa  en bourse aux étudiants originaires de la commune, présents dans diverses universités du Sénégal.
Après sa nomination dans le gouvernement Sonko, il démissionne de son poste de maire à la demande du Premier ministre, Ousmane Sonko qui interdit tout cumul de postes nominatives ou électives pour les membres de son gouvernement,.

### Ministre de l'Industrie et du Commerce
Serigne Gueye Diop est nommé en avril 2024 ministre de l'Induistrie et du Commerce au sein du gouvernement Sonko.

## Sandiara: Zone Économique Spéciale

### Zone Industrielle
En 2014, Serigne Gueye Diop entreprend l'établissement d'une zone industrielle de 50 hectares à Sandiara pour un coût de 250 millions de fcfa .
L'objectif est de faire de la commune de Sandiara une Zone Économique Spéciale (Z.E.S) et de créer de la richesse grâce aux taxes payées par les entreprises, de générer des emplois locaux grâce aux usines et de dynamiser les activités économiques de la commune.

Il effectue des voyages pour promouvoir la destination Sandiara et parvient à attirer des investisseurs grâce au marketing territorial et à une politique d'accueil favorable aux investissements étrangers comme nationaux. En février 2022, Serigne Gueye Diop explique sa démarche sur le plateau de la chaine TFM. 
" J'ai juste organisé des forums, d'abord à New York [...] j'ai appelé une cinquantaine d'entreprises pour leur dire : écoutez, je viens d'un petit village qui s'appelle Sandiara, j'aimerais que vous veniez [y] investir. Je vais vous guider [...], comme je suis du monde l'industrie ce sera plus facile [...]. J'ai fait la même chose à Lyon [...], au Maroc, à Paris [entre autres]. C'est ça le secret  ." 
Dans son argumentaire, il évoque les avantages fiscaux et douaniers liés au statut de Z.E.S qui facilite les procédures administratives et baisse de moitié l'impôt sur les sociétés, faisant passer ce taux de 30 à 15 %. Les taxes douanières sur l'importation des équipements sont aussi nulles, ce qui participe à l'attractivité de la ZES. En contrepartie, les sociétés agréées sont tenues d'exporter au moins 50 % de leur production et paient une redevance industrielle de 1000 FCFA par m2.
Les revenus supplémentaires générés par la Zone Industrielle augmentent considérablement le budget de la mairie qui passe de 20 millions de FCFA en 2014 à 1 milliard de FCFA en 2023 . Ces ressources permettent l’électrification des 22 villages de la commune, la réalisation de réseaux d'adduction d'eau, la construction d’écoles, de lycées et d’infrastructures de santé et le financement de l'entreprenariat féminin et des jeunes.
Aujourd'hui la commune de Sandiara accueille 16 sites de production industrielle générant près de 3000 emplois. En 2023, un total de 30 usines sont enregistrées avec pour objectif la création de 10.000 emplois directs et 10.000 emplois indirects .

#### Agropole de Sandiara
Serigne Gueye Diop démarre également la création d'un agropole en 2020 . L'objectif est de passer d'une agriculture de faible productivité à une agriculture hautement mécanisée et à haut rendement. Il encourage les paysans à développer des cultures maraîchères en complément de la culture de l'arachide et du mil et initie les cultivateurs à des systèmes permettant une agriculture indépendante de la saison des pluies (goutte à goutte, serre agricole, etc.).

## Ambition politique - Le SEME - Sénégal En Mouvement vers l'Excellence
En août 2023, Serigne Gueye Diop annonce sa candidature à l'élection présidentielle prévue initialement en février 2024.
Il présente son programme politique sous l'acronyme S.E.M.E , le Sénégal En Mouvement vers l'Excellence. Il est axé sur la création de richesse et l'exécution de réformes dans les secteurs de la santé, de l'éducation et de la formation professionnelle, de la justice et de l'administration et de l'agriculture et l'industrie. L'objectif du programme est une restructuration en profondeur de l'économie sénégalaise par la mise en oeuvre de réformes en faveur de l'équité sociale et d'une meilleure redistribution des richesses du pays. Il propose une renégociation des termes de l'exploitation des ressources naturelles du Sénégal et prévoit l'installation de Zones Économiques Spéciales (zones industrielles et agropoles) et d'infrastructures d'éducation et de santé dans les 557 communes du pays, la mise mise en place de financements pour le retour des immigrés et de la diaspora sénégalaise et le développement d'un réseau ferroviaire électrique à travers le territoire du Sénégal.

## Distinctions
- Chevalier de l'Ordre National du Lion - juillet 2016
- Officier de l' Ordre National du lLion - juin 2022
- Prix du Meilleur Maire du Sénégal 2021 [26]
- Prix du meilleur maire du Sénégal (Enda Ecopop leadership local) [27]
- Innovation Award Nestle Research finalist 2011
- Innovation Awards Nestle South Africa 2001
- Social responsibility Awards South Africa